# Gustav Völker
Gustav Völker (* 1. Februar 1889 in Isernhagen bei Hannover; † 3. Oktober 1974) war ein deutscher Heraldiker.

## Leben

Niedersachsenross (Entwurf von Gustav Völker)

Nach einer Lehre als Glas- und Porzellanmaler und dem Besuch der Kunstgewerbeschule Hannover wirkte Gustav Völker von 1928 bis 1964 als Kunsterzieher an Oberschulen.
Das heraldische Wirken von Gustav Völker gilt als beachtlich. Von ihm stammt unter anderem der Entwurf für die amtliche Fassung des Wappens des Landes Niedersachsen. In der Wappenfrage des Landes nach dem Zweiten Weltkrieg engagierten sich besonders der Heimatbund Niedersachsen und der Heraldische Verein „Zum Kleeblatt“ in Hannover. Es dauerte damals eine Zeit, bis die Form des Wappenbildes gefunden werden konnte, die allen Beteiligten genehm war. Mit Rücksicht auf Empfindlichkeiten anderer Landesteile durfte das Ross keine Ähnlichkeiten mit dem „hannoverschen“ oder dem „braunschweigischen“ Ross aufweisen. So entstand das von Gustav Völker entworfene Niedersachsenross in seiner typischen Form. 
Aber Gustav Völker schuf auch über 200 repräsentative Kommunalwappen für Landkreise, Städte und Gemeinden. Seine heraldischen Illustrationen können unter anderem in den Publikationen des Heraldischen Vereins gefunden werden. Für sein heraldisches Wirken wurde Gustav Völker zu seinem 75. Geburtstag das Verdienstkreuz 1. Klasse des Niedersächsischen Verdienstordens verliehen.
Gustav Völker hat den Heraldischen Verein „Zum Kleeblatt“ in Hannover fast ein Leben lang begleitet und in ihm unter anderem als Schriftführer im Vorstand sowie als Führer der Niedersächsischen Wappenrolle (NWR) gewirkt. Vom 16. April 1914 bis zu seinem Tode am 3. Oktober 1974 war er Mitglied des Heraldischen Vereins, davon mehr als 25 Jahre dessen Ehrenmitglied. Seine letzte Ruhestätte hat Gustav Völker auf dem Misburger Waldfriedhof in Hannover gefunden.

## Geschaffene Kommunalwappen
| Landkreis Celle              | Wappen Celle                  | Bergen |
| Landkreis Cuxhaven           | Wappen Landkreis Cuxhaven     | Albstedt \| Alfstedt \| Altluneberg \| Ankelohe \| Appeln \| Bad Bederkesa \| Beverstedt \| Bexhövede \| Bokel (Beverstedt) \| Bramstedt \| Büttel \| Cappel \| Cappel-Neufeld \| Debstedt \| Deichsende \| Donnern \| Dorfhagen \| Dorum \| Drangstedt \| Düring \| Elmlohe \| Fickmühlen \| Kehdingbruch \| Nordholz |
| Landkreis Gifhorn            | Wappen Landkreis Gifhorn      | Gannerwinkel \| Hankensbüttel \| Kästorf \| Müden \| Neudorf-Platendorf \| Radenbeck \| Wahrenholz |
| Landkreis Göttingen          | Wappen Landkreis Göttingen    | Gittelde \| Wieda \| Zorge |
| Landkreis Goslar             | Wappen Landkreis Goslar       | Hahndorf \| Hohegeiß \| Langelsheim \| Oker |
| Region Hannover              | Wappen Region Hannover        | Abbensen \| Altgarbsen \| Altwarmbüchen \| Beinhorn \| Bennemühlen \| Berkhof \| Bokeloh \| Brelingen \| Büren \| Dollbergen \| Duden-Rodenbostel \| Eilvese \| Elze \| Engelbostel \| Engensen \| Gailhof \| Garbsen (ab 1967) \| Garbsen (ab 1955) \| Gestorf \| Großburgwedel \| Hänigsen \| Landkreis Hannover (Altes) \| Havelse \| Heeßel \| Hellendorf \| Hohenbostel \| Isernhagen-Farster Bauerschaft \| Isernhagen-Hohenhorster Bauerschaft \| Isernhagen-Kircher Bauerschaft \| Isernhagen-Niedernhägener Bauerschaft \| Kirchhorst \| Kleinburgwedel \| Klein Heidorn \| Kolshorn \| Luthe \| Mandelsloh \| Meitze \| Mellendorf \| Mesmerode \| Negenborn \| Landkreis Neustadt am Rübenberge \| Neuwarmbüchen \| Niedernstöcken \| Obershagen \| Oegenbostel \| Otze \| Ramlingen-Ehlershausen \| Resse \| Scherenbostel \| Schneeren \| Schwüblingsen \| Seelze \| Thönse \| Weferlingsen \| Wennebostel \| Wettmar \| Wunstorf |
| Landkreis Helmstedt          | Wappen Landkreis Helmstedt    | Landkreis Helmstedt \| Uhry |
| Landkreis Hildesheim         | Wappen Landkreis Hildesheim   | Capellenhagen \| Deilmissen \| Dötzum \| Dunsen \| Eberholzen \| Eitzum \| Eyershausen \| Föhrste \| Freden \| Gerzen \| Harbarnsen \| Heyersum \| Hönze \| Möllensen \| Nordstemmen \| Sibbesse (Sibbesse) \| Winzenburg \| Wöllersheim \| Wrisbergholzen |
| Landkreis Northeim           | Wappen Landkreis Northeim     | Greene |
| Landkreis Osterholz          | Wappen Landkreis Osterholz    | Axstedt |
| Landkreis Peine              | Wappen Landkreis Peine        | Bodenstedt |
| Landkreis Wolfenbüttel       | Wappen Landkreis Wolfenbüttel | Dahlum \| Kissenbrück \| Winnigstedt |
| Stadt Salzgitter (kreisfrei) | Wappen Stadt Salzgitter       | Stadt Salzgitter |
| Stadt Wolfsburg (kreisfrei)  | Wappen Stadt Wolfsburg        | Ehmen \| Neuhaus \| Stadt Wolfsburg |